# Państwowa Szkoła Sztuk Zdobniczych i Przemysłu Artystycznego w Krakowie
Państwowa Szkoła Sztuk Zdobniczych i Przemysłu Artystycznego w Krakowie – utworzona przed I wojną światową w Krakowie szkoła przemysłu artystycznego zorganizowana na wzór analogicznych szkół w Wiedniu i Pradze, stawiająca sobie za cel „szkolenie sił fachowych w różnych zakresach wytwórczości przemysłowej i rękodzielniczej – sił które by tę wytwórczość zarówno pod względem technicznym jak artystycznym w pełni opanowały”.

## Historia
W 1884 miasto Kraków zorganizowało – niezależnie od istniejącej już Szkoły Sztuk Pięknych – osobną Szkołę Modelowania i Rysunku, która w 1890 została przydzielona jako oddział do Państwowej Wyższej Szkoły Przemysłowej. Oddział ten został w 1914 zreorganizowany na wzór szkół przemysłu artystycznego w Wiedniu i Pradze. Przewidywano wówczas bliskie usamodzielnienie się szkoły i nadanie jej praw akademickich (takie prawa otrzymały szkoły w Wiedniu i Pradze}. Wybuch I wojny światowej spowodował przerwę w nauce w szkole krakowskiej i pokrzyżował plany jej usamodzielnienia. W 1918 Szkoła Przemysłu Artystycznego została na nowo uruchomiona, początkowo w dawnej strukturze organizacyjnej Wyższej Szkoły Przemysłowej, a od 1921 jako samodzielna placówka bez statusu akademickiego, pod nazwą: Państwowa Szkoła Przemysłu Artystycznego – z siedzibą przy al. Mickiewicza 21.  W 1927 przemianowano ją na Państwową Szkołę Sztuk Zdobniczych i Przemysłu Artystycznego, a 1938 przekształcono w Państwowy Instytut Sztuk Plastycznych (PISP). Instytut był szkołą typu średnio-wyższego. Dwa lata wydziału ogólnego dawały uprawnienia matury gimnazjalnej, a nauka na wydziałach specjalnych miała status studiów wyższych.
Po wybuchu II wojny światowej szkoła nadal funkcjonowała w budynku filialnym przy ul. Wenecja 2. W 1940 została przeniesiona do gmachu Akademii Sztuk Pięknych przy pl. Matejki 13 jako Średnia Zawodowa Szkoła Przemysłu Artystycznego (Staatliche Kunstgewerbeschule Krakau) i następnie zamknięta w marcu 1943. Reaktywowana w lutym 1945 jako PISP, z siedzibą przy ul. Humberta 3, od roku akademickiego 1945/1946 funkcjonowała pod zmienioną nazwą jako Państwowa Wyższa Szkoła Sztuk Plastycznych (PWSSP) z dwuletnim Wydziałem Ogólnym oraz trzyletnimi wydziałami – Plastyki Architektonicznej i Przemysłowej, Projektowania Poligraficznego i Wzornictwa Włókienniczego. W 1950 PWSSP połączono z ASP i utworzono Akademię Sztuk Plastycznych.

## Program kształcenia
Nauka w szkole podzielona była na dwa etapy. Na pierwszym – w dwuletniej Szkole Ogólnej uczniów obowiązywały następujące przedmioty: kompozycja i konstrukcja brył w rozmaitych materiałach, nauka o formach ornamentalnych, pismo i heraldyka, studium natury, studium aktu, anatomiczne rysowanie i modelowanie, uzupełniające ćwiczenia zawodowe w warsztatach, rysunek techniczny, nauka o rzutach, o cieniach i nauka perspektywy, historia sztuki i przemysłu artystycznego, chemia przemysłowa, nauka o materiałach, nauka przemysłowo-kupiecka, rachunki, buchalteria, stylistyka oraz wiadomości o ustroju państwa. Po ukończeniu pierwszego etapu uczniowie nabywali umiejętności praktycznych w jednym z siedmiu wydziałów specjalnych lub warsztatów. Były to:
- Wydział Architektury Wnętrz (sprzętarstwo)
- Wydział Malarstwa Dekoracyjnego
- Wydział Grafiki
- Wydział Tekstylny (tkactwa artystycznego, haftów i koronek)
- Wydział Rzeźby Dekoracyjnej
- Wydział Ceramiki
- Dwuletni kurs garncarsko-kaflarski

Nauka na wydziałach specjalnych trwała przeciętnie dwa lata.

## Niektórzy nauczyciele
Jan Raszka, Jan Bukowski, Wiesław Zarzycki, Wacław Krzyżanowski, Zdzisław Gedliczka, Franciszek Kalfas, Henryk Uziembło, Witold Chomicz, Tadeusz Szafran, dr Henryk Kunzek, dr Kwiatkowski, dr Krzemecki, radca Kolbuszowski, prof. Górka, prof. Haraszyn.

## Wybrani uczniowie
Jerzy Chojnacki, Wojciech Czerwosz, Mikołaj Kochanowski, Józef Gosławski (twórca pomnika Fryderyka Chopina w Żelazowej Woli) i Zbigniew Dunajewski (twórca pomnika Jana Kilińskiego w Trzemesznie).